# Маунула, Ауво

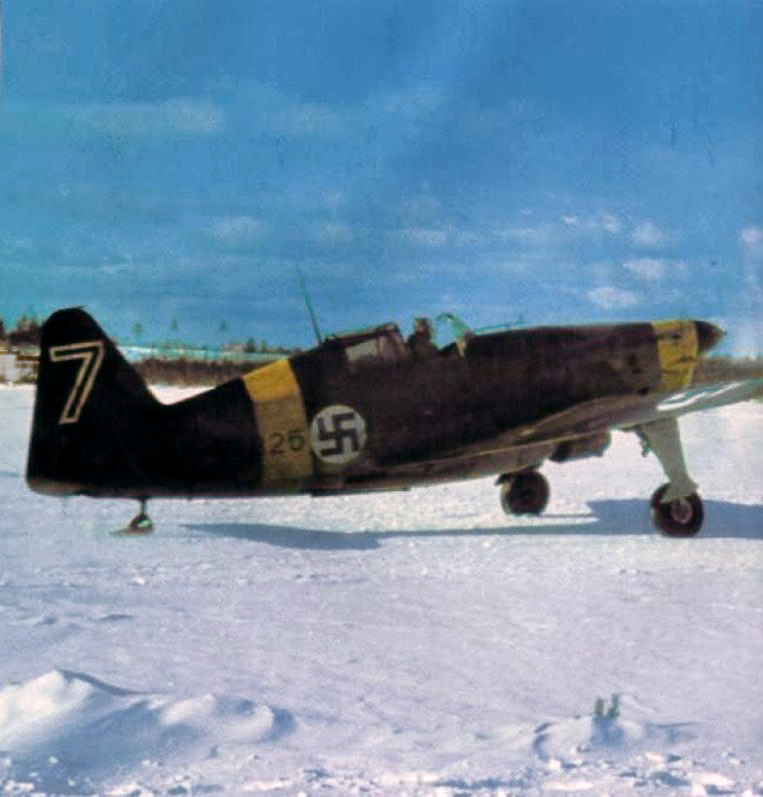
Morane-Saulnier M.S.406: на самолёте такого типа погиб Маунула

Ауво Герман Тойво Маунула (фин. Auvo Herman Toivo Maunula; 7 июня 1907, Алавиеска — 17 мая 1944, Гирвас) — финский военный летчик-истребитель, майор и кавалер Креста Маннергейма. Совершил около 200 боевых вылетов, сбил три советских самолёта.
Родился в общине Алавиеска в Северной Остроботнии в семье школьного учителя Германа Маунула и Анны Маунула (урождённой Раяниеми).
Поступил на военную службу в ВВС в 1926 году, в 1927—1929 годах учился в офицерской школе. В течение 1930-х годов был действующим летчиком.
В ходе Зимней войны был командиром первой эскадрильи на британских истребителях «Глостер Гладиатор». В ходе Советско-финской войны (1941—1944) был назначен командиром эскадрильи LeLv 35, оснащённой 12 самолётами Фоккер Д. ХХІ, а затем эскадрильи LeLv 28, которая была оснащена самолётами Morane-Saulnier M.S. 406.
По представлению начальника Генерального штаба Карла Леннарта Эша 21 мая 1942 года был назначен командиром лётной группы, а 15 августа 1942 года по представлению командира ВВС Финляндии Ярла Лундквиста был представлен к Кресту Маннергейма. Награждение состоялось 8 сентября 1942 года, Маунула стал 90-м военнослужащим, удостоенным этой награды, сразу же после награждения получил звание майора.
Погиб во время учебно-тренировочного полёта 17 мая 1944 года: на низкой высоте его истребитель Morane-Saulnier MS-628 не смог выйти из штопора и упал в озеро. Похоронен на Кладбище Героев в Сейняйоки.
Был женат на Эстер Дженсен, в браке родилось двое детей: Рейо Йорма Маунула (1935—2013) стал майором военно-воздушных сил, занимал должность директора Школы лидерства и советника в Национальном совете по образованию; Антеро Маунула (1937—2014) — полковник, командир бригады Похья.